# Вілюничі
Вілю́ничі — село в Україні, у Самбірському районі Львівської області. Населення становить 20 осіб.
Зустрічається написання назви села як Велюничі.

## Історія
Перша згадка про село датується 1406 роком.
До 11 серпня 2015 року село підпорядковувалось Дроздовицькій сільській раді Старосамбірського району Львівської області.
У Вілюничах розташована церква Введення Пр. Богородиці. 
Найдавніші згадки про церкву походять з 1510 р. 
Перед 1805 р. згоріла стара дерев’яна церква і на її місці поставили тимчасову дерев’яну капличку з дощок. У 1826 р. збудували нову дерев’яну церкву, яка згоріла під час першої світової війни. У 1918 р. зведено теперішню дерев’яну тризрубну одноверху святиню. Двосхилий дах нави, дещо вищий від дахів бабинця і вівтаря, вінчає невеликий восьмерик, вкритий банею з ліхтарем і маківкою.